# Лисянський Борис Миколович (Миколайович)
Лися́нський Бори́с Миколович (Миколайович) (нар.  22 вересня 1892, с. Мизинівка Звенигородського повіту Київської губернії — 7 вересня 1952, Париж) — український фізик, публіцист, громадсько-політичний діяч, поет, автор праць з технічної фізики та електротехніки. Вчитель Леоніда Мосендза.

## З біографії
Борис Миколайович Лисянський народився 22 вересня 1892 р. у с. Мизинівка Київської губернії в сім'ї мирового судді. У 1910 р. - закінчив Новгород-Сіверську гімназію. У 1916 р. навчався на фізико-математичному факультеті Університету св. Володимира, в тому ж 1916 р. пішов до армії, де служив у піхотному полку. У 1920 р. емігрував до Чехословаччини. З 1917-1920 рр. брав активну участь у визвольних змаганнях і націєтворчих процесах. Працював на різних посадах у Міністерстві фінансів УНР. Надалі він потрапив у полон до більшовицьких військ, а в першій половині 1920 р. йому вдалося втекти. Деякий час перебував у таборі для інтернових вояків Армії УНР та Української галицької армії м. Тарнові.  У цей час співпрацював з видавництвом "Освіта", брав участь у створенні літературного часопису "Сонцесвіт" (1922). 
У 1920 р. емігрував до Чехословаччини. В 1923 р. почав працювати в професором Української Господарської Академії у Подєбрадах, де очолював катедру технічної фізики і електротехніки, був продеканом Інженерного факультету та головою термінологічної комісії інженерного відділу Академії. Продовжував писати і перекладати поезії. У 1936-1938 рр., викладав фізику й математику в українській гімназії у чеському м. Ржевницях, а пізніше в м. Рахів.
Наприкінці Другої світової війни емігрував до Німеччини. Працював робітником, з вересня 1940 р. - фізик-оптик у світлотехнічній лабораторії фірми "Сіменс" у Берліні. Викладав і завідував катедрою фізики УТГІ. 
У 1950-х рр. мешкав у Франції, був секретарем Митрополичної ради Української автокефальної православної церкви, писав публіцистичні праці, поетичні твори, займався громадською і викладацькою діяльністю української еміграції.
Близько знав В. Самійленка. 
Помер 7 вересня 1952 р. в Парижі. 
Донька Алла Борисівна Лисянська (10 травня 1916, Київ - 19 липня 1943, Прага, Чехія) - закінчила Вищу художньо-промислову школу в Празі і була відомою тогочасною художницею-графіком.

## Творчість
Автор поетичної збірки „Про Патрія”, „Курсу лекцій з фізики” (у 5 т.) та інших праць із технічної
фізики та електротехніки.
Окремі видання:
- Лисянський Б. Легенда: Поема-балада // Гуртуймося. – Прага, 1934. – Ч. ХІІ. – С. 8-10.
- Лисянський Б. Технічна фізика. Курс лекцій. – Подєбради, 1932-1933. – 99 с.